# Agartha

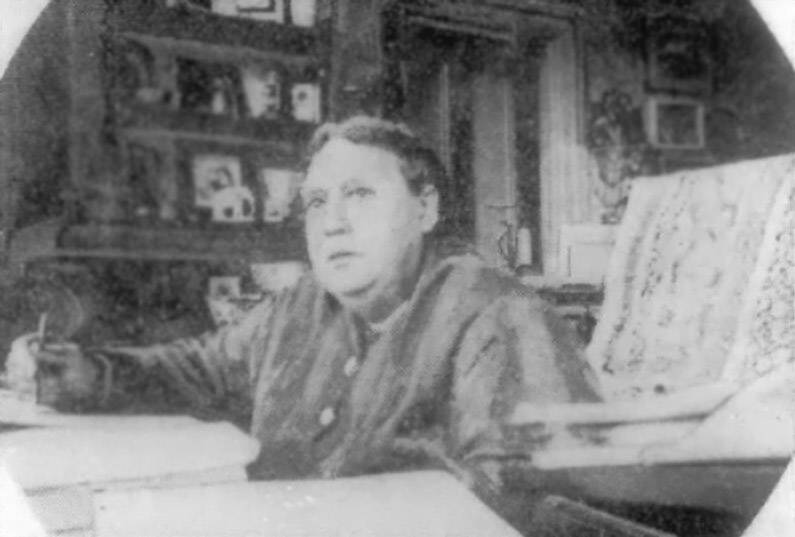
La escritora rusa Helena Blavatsky (1831-1891), posible creadora del «mito de Agartha».

'Agartha (también Agharta, Agharti, Agarta o Agarttha) es, según algunos autores vinculados al esoterismo, una región subterránea o inaccesible ubicada en el interior de la Tierra o bien en el desierto de Gobi. No hay evidencia que confirme su existencia. 
El país o reino de Agartha es un tema difundido en el ocultismo occidental y sirvió de base para la  creencia en la Tierra hueca, desarrollada en 1957 por el escritor fantástico italiano F. Amadeo Giannini.

## Creencias en un reino subterráneo

### Mitología
En diversas mitologías, la griega y la cristiana entre otras, se mencionan la existencia de regiones subterráneas como el Hades y el Tártaro, en la primera, y el Infierno en la segunda. Estos lugares, a los que se accede después de la muerte, pueden alcanzarse según algunos relatos, por medio de entradas ocultas. Se trata de lugares sombríos, por lo general, y sobrenaturales. Así mismo, en la mitología hinduista se mencionan infiernos subterráneos: llamados Patala.

### Teorías
Es posible que el origen de la teoría de regiones en el interior de la Tierra, se remonte al polígrafo Athanasius Kircher quien publicó en 1665, una obra llamada Mundus subterraneus, quo universae denique naturae divitiae.
Sir Edmund Halley, después de trabajar con Isaac Newton analizando las  fluctuaciones del magnetismo en la Tierra y sus posibles causas, postuló que la Tierra  aloja tres conos concéntricos en su interior con un centro fundido de la lava, que sirve como un “sol interior”. otros científicos prominentes del siglo XVII como Johannes Kepler o Robert Boyle defendieron esta teoría. La misma, ya desacreditada, sirvió de base para la novela Viaje al centro de la Tierra de Julio Verne, publicada en 1864; en ella se establece la habitabilidad del interior del globo terrestre, pero no se mencionan otros habitantes que especies desaparecidas, como los dinosaurios, y, tal vez, seres humanos prehistóricos.

## Agartha en la literatura ocultista
El mito de Agartha fue desarrollado a fines del siglo XIX y principios del siglo XX por varios escritores ocultistas:
| Autor o mito                      | Época | Detalles |
| --------------------------------- | ----- | --- |
| Helena Blavatsky (1831-1891)      |       | Escribió que Agartha (a la que ella denomina la Logia Blanca) fue fundada hace unos quince millones de años sobre lo que era una isla en el «mar de Gobi» ―el actual desierto de Gobi― donde aterrizaron los Señores de la Llama, semidioses provenientes del planeta Venus. Helena afirma que este mundo subterráneo pudo haber inspirado creencias religiosas antiguas como el Hades, el Sheol y el Infierno. |
| Louis Jacolliot (1837-1890)       | 1873  | Menciona a Agartha en su libro Les fils de Dieu. |
| Nicolas Roerich (1874-1947)       |       | En su libro,[¿cuál?] donde describe su búsqueda espiritual personal, menciona a Agartha. Relata cómo llegó supuestamente a entablar contacto con sus habitantes en un viaje, que tenía como propósito retornar la piedra Chintamani. También la representó en algunas de sus pinturas.[cita requerida] |
| Ferdynand Ossendowski (1876-1945) |       | Afirmó que un mongol le había contado que: - Agarthi ―a la que él menciona con "i", y también con una palabra sánscrita, Paradesha (‘el país más allá’)― había sido fundada por el primer Gurú hacia el año 380.000 A. C., y que se había vuelto subterránea solo 6000 años atrás. - El reino misterioso de Agharti tiene accesos desde la superficie de la Tierra distribuidos en el mundo entero. - En ese reino interior no existen el mal ni el crimen. - Existen una serie de poblaciones o ciudades en Agharti que rodean al lugar central. - Allí mora el Rey del Mundo ―Brahmatma―, asistido por el Majatma (‘gran alma’, que predice los acontecimientos mundiales) y el Majanga (‘gran miembro’, que dirige la marcha de los acontecimientos mundiales). |
| René Guenón (1886-1951)           | 1927  | En el libro El rey del mundo, enumera una gran cantidad de tradiciones antiguas de una tierra santa por excelencia, que se encuentra en muchos lugares verdaderos o legendarios: - el monte Meru (en los Himalayas) para los hinduistas, - el monte Olimpo para los griegos, - la Atlántida de Platón, - la isla de Ogigia, según la Odisea de Homero, - la isla de Thule, según la mitología nórdica, - el reino del Preste Juan, según un relato medieval, - el castillo de Camelot, en los mitos del rey Arturo, - la isla de Ávalon, en los mitos del rey Arturo, - el Montsalvat, en los mitos del rey Arturo, - el monte Qaf, de la tradición árabe e iraní. Sin embargo Guenón no indica que alguna de esas tierras santas fuera subterránea. |
| Earlyne Chaney                    |       | Afirma ―sin aportar ninguna evidencia― que hace muchas eras, almas muy avanzadas denominados anunnaki vinieron a la Tierra desde otros planetas. Estos seres trajeron el «Arca de la alianza» mencionada en la Biblia, que era un arma láser y un mecanismo para el control de la gravedad, que permitió a los annu la descendencia de los anunnaki, construir las grandes civilizaciones de la Atlántida y Lemuria. Finalmente los anunnaki se marcharon, dejando a la Tierra en manos de los annu, que se habían emparejado con terrícolas. Cuando el tiempo pasó, la Atlántida fue dominada por la Hermandad Oscura, los hijos de Belial. Los annu, al darse cuenta de que se acercaba la destrucción de la Atlántida, huyeron a otras regiones, especialmente Egipto. Con sus «arcas de la alianza» antigravitatorias ayudaron a construir las pirámides (hacia el 3100 a. C.), También utilizaron estas armas láser para perforar profundo bajo tierra, construyendo túneles y ciudades subterráneas. Cuando el diluvio y el cambio de polos estaban a punto de demoler la Atlántida y Lemuria, los annu entraron en sus ciudades del interior de la Tierra a través de la Pirámide de Keops. Después sellaron la pirámide impidiendo a los terrícolas descubrir sus pasajes subterráneos y manteniendo fuera las aguas de la inundación ―que habría sucedido hacia el 8000 a. C.―. |

### Ciudades de Agartha
Según Madame Blavatsky, Agartha está formada por varios continentes, océanos, montañas y ríos. Shambhala es su ciudad central. Habría unas cien colonias subterráneas debajo de la Tierra, todas ―menos una― bastante próximas a la superficie. Estas ciudades subterráneas han sido conocidas como la Red de Agartha. Sus costumbres varían, pero siguen una estructura de vida común orientada espiritualmente en las enseñanzas de Melquisedec. Cada ciudad tiene una población de medio millón de habitantes, pero Telos ―una de las ciudades de Agartha― bajo el monte Shasta tendría 1,5 millón de habitantes.

### Habitantes
Según Blavatsky, existen diversas razas en Agartha, y los seres que la habitan pueden variar mucho en el aspecto. Por ejemplo, por un lado, los habitantes de Agartha vendrían del continente de Gondwana, ahora desaparecido; gracias a las mediciones de las mareas realizadas por medio del Candelabro de los Andes, estos comprendieron que una catástrofe estaba por azotar su tierra, y se refugiaron en inmensas galerías subterráneas, iluminados por una particular luz ―no un sol― que haría brotar las semillas, llevando consigo el bagaje de sus antiguos conocimientos.
En cambio, Brad Steiger, en su libro El hueco de la Tierra, mito o realidad, afirma aunque sin aportar ninguna evidencia que «los más ancianos»  una antigua raza muy inteligente y científicamente avanzada que pobló la Tierra millones de años atrás y luego se mudó bajo tierra―eligió estructurar su propio ambiente bajo la superficie del planeta y fabricar allí todas sus necesidades. Los más ancianos son homínidos extremadamente longevos, y antecesores del Homo sapiens por más de un millón de años. Los más ancianos permanecen generalmente a distancia del mundo en la superficie, pero de vez en cuando se han sabido ofrecer para aportar críticas constructivas.
Willis George Emerson, en su libro El dios humeante, afirmó ―sin aportar ninguna evidencia― que los habitantes de Agartha viven entre 400 y 800 años, y que tendrían una altura de unos 4 m.
Todos los escritores coinciden en que la tecnología de los habitantes de Agartha es muy avanzada y que se comunican mediante telepatía.

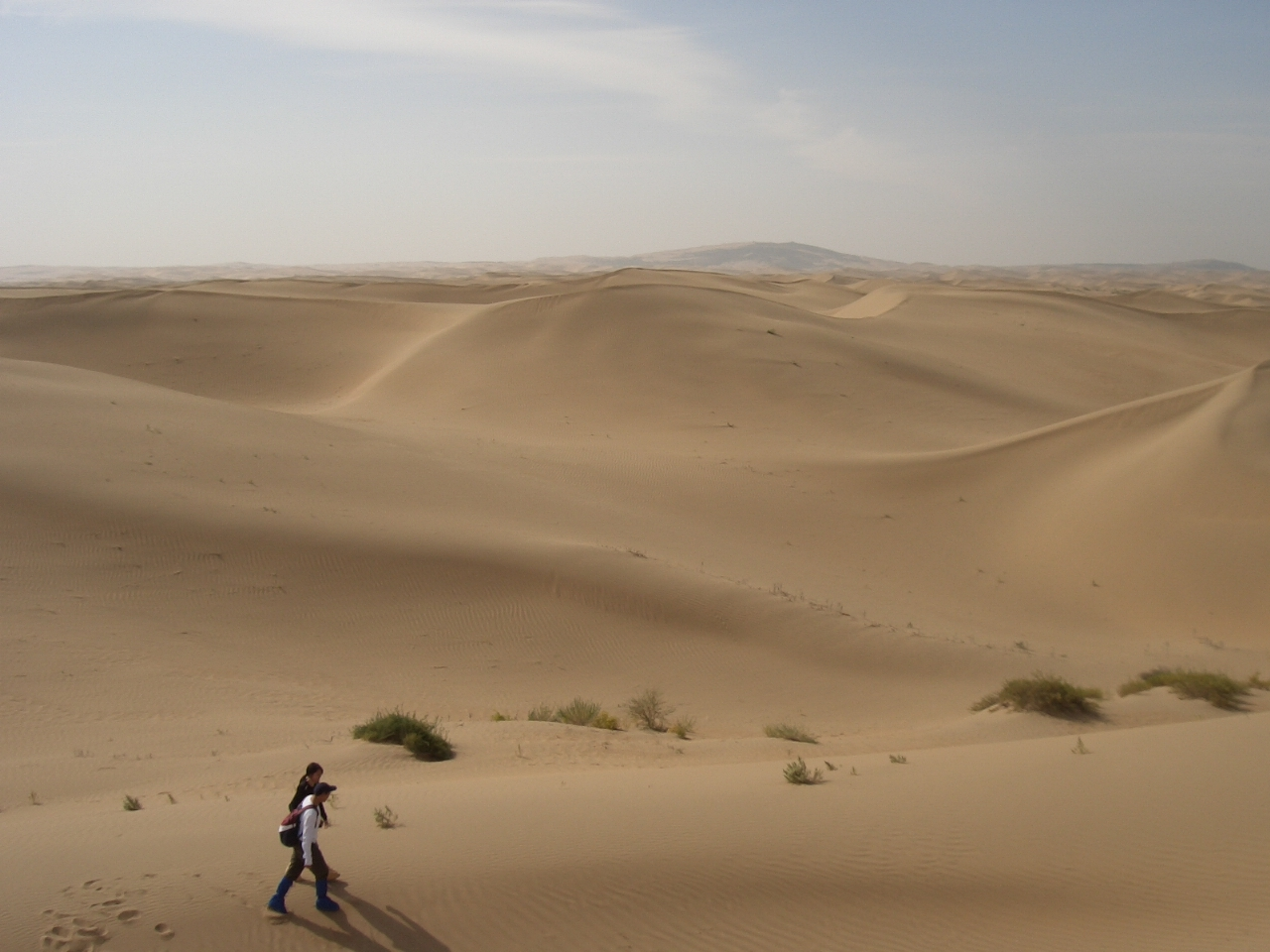
El desierto de Gobi, debajo del cual se encuentra el reino de Agartha, según la escritora rusa Helena Blavatsky.

## Supuestos accesos desde la superficie de la Tierra
Según Blavatsky, las entradas hacia las galerías que llevan a Agartha estarían ocultas en lugares aislados para impedir el acceso a los curiosos. Muchas se encontrarían escondidas debajo de las aguas de los océanos, lagos, o en pendientes de alta montaña. Habría algunas también en:
- La selva amazónica (las cuales estarían vigiladas por «nativos para nada amistosos»).
- Siberia (Rusia).
- El desierto de Gobi.
- Entre las piernas de la Esfinge de Guiza (en Egipto).
- La Cueva de los Tayos (Ecuador).
- La cordillera del Himalaya en Tíbet (China).
- La cordillera de los Andes (entre Argentina y Chile).
- El Polo Norte.
- Las Cataratas de Iguazú.
- El Triángulo de las Bermudas, en el Océano Atlántico.
- La Antártida o el Polo Sur

## Interés nazi

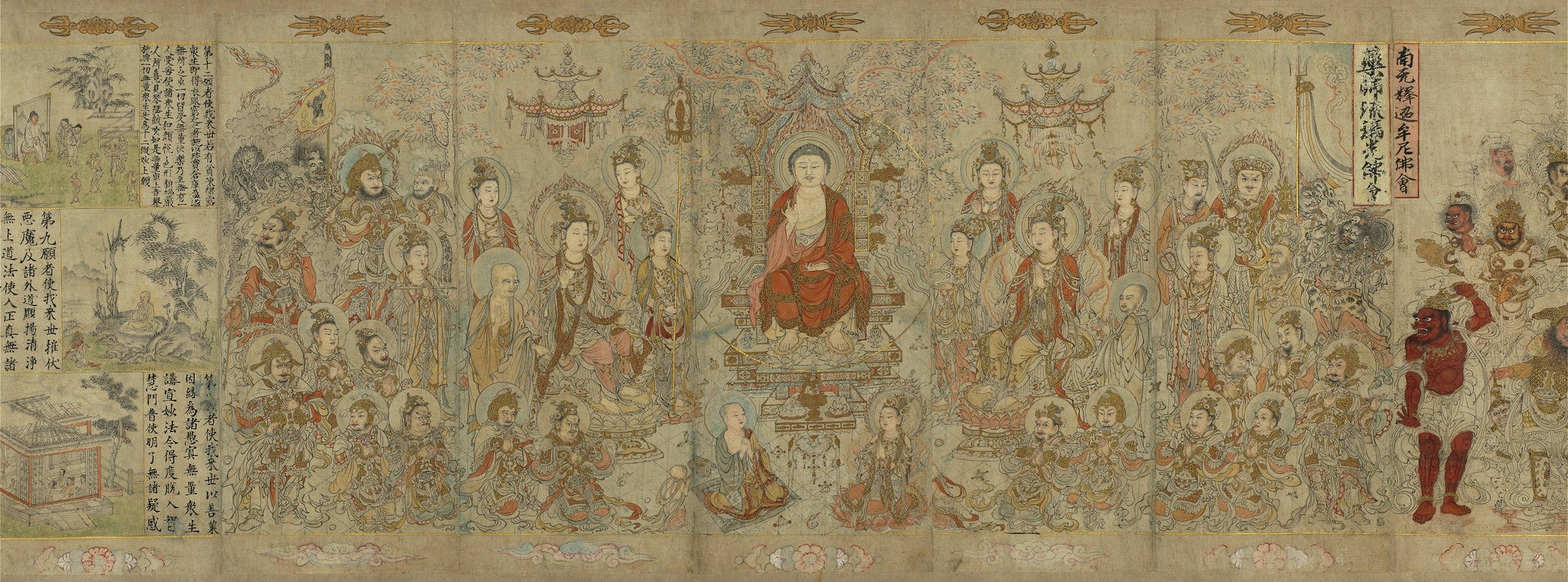
Ilustración budista.

Según algunos autores, en 1938, Adolf Hitler envió una expedición al Tíbet al mando de Ernst Schäfer, acompañado por «cinco sabios alemanes» y veinte miembros de las SS. El ideólogo de esta misión era Frederick Hilscher, jefe del departamento de esoterismo de la Ahnenerbe, una sociedad constituida el 1 de enero de 1935 para estudiar la antigua historia del espíritu, conocida como «herencia de los ancestros». La misión consistía en entablar lazos con los misteriosos habitantes de las cavernas, pertenecientes al pueblo de Agartha.
Un pensamiento que también alentó este viaje fue el recuperar la vieja tradición espiritual emparentada con el paganismo y la práctica del ocultismo templario, que se decía aún pervivía en aquellas regiones del Asia septentrional. Quizás esta afirmación explicaría por qué los nazis recibieron un documento del Consejo de Regencia que en ese entonces gobernaba al Tíbet —ya que aún no se había elegido el nuevo dalái lama viviente—, aceptando a Hitler como jefe de todos los arios, y por qué en algunas castas altas de la India, el Tercer Reich fue saludado, e inclinadas algunas cabezas ante la presencia de la esvástica, aunque no como muestra de respeto al nazismo, sino por ser la esvástica un símbolo solar ario milenario que significa «buena suerte» o «forma bendita». Lo cierto es que como resultado de este viaje, en Berlín se instaló una comuna de monjes tibetanos.

## Descripciones
En la literatura sobre Agartha suelen mencionarse relatos o informes que describen el descubrimiento de esa región, ubicada en el interior de la Tierra, entre los mismos se citan los testimonios del estadounidense Richard E. Byrd, de un pescador llamado Olaf Jansen, de un tal Robert Stacy Judd, descripto como arqueólogo o arquitecto, y del esoterista francés Alexandre Saint-Yves d'Alveydre. En general se trata de testimonios incomprobables o dudosos.

### Almirante Richard E. Byrd

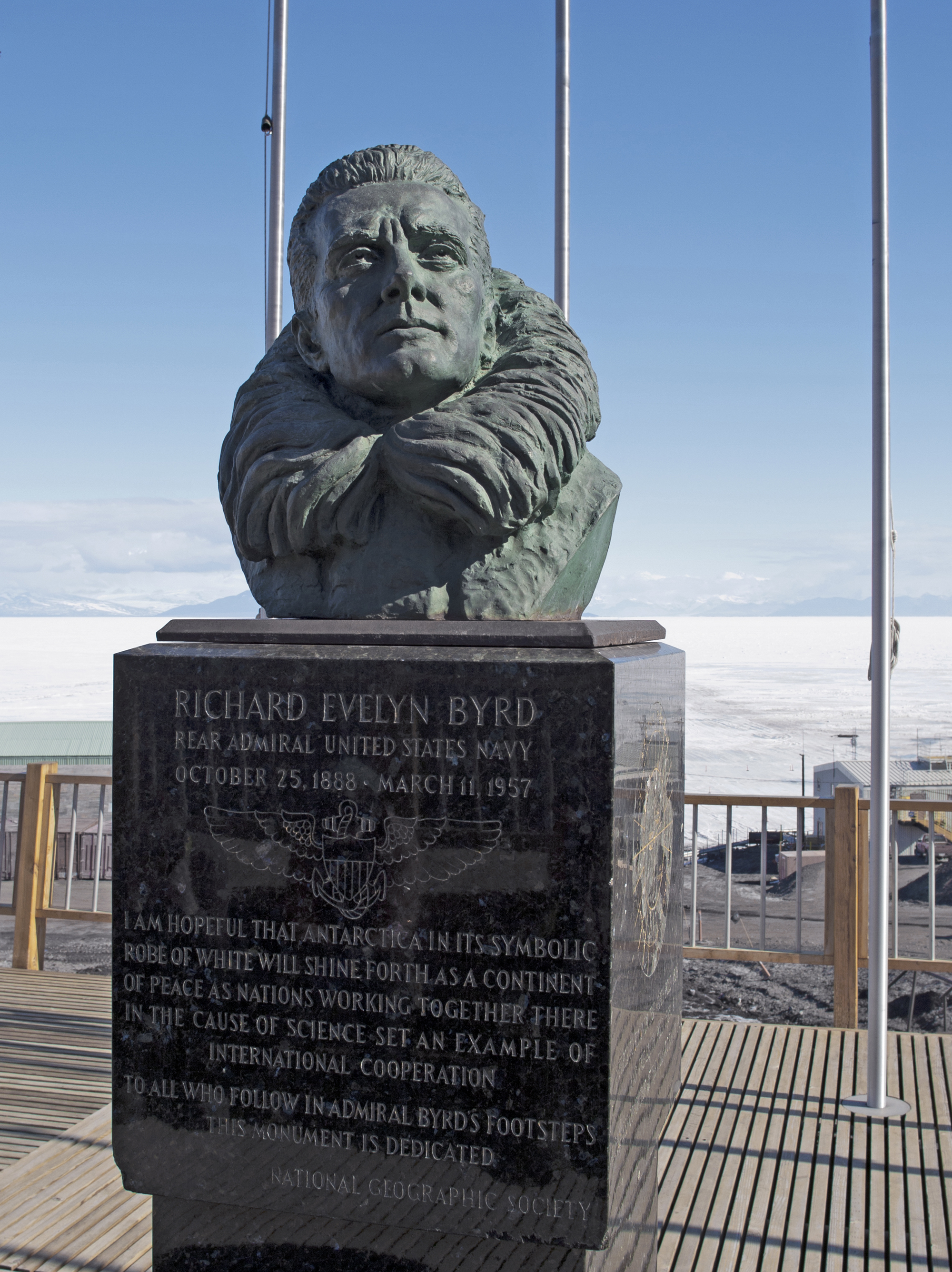
Richard Evelyn Byrd.

En 1957, el escritor italiano F. Amadeo Giannini publicó The Worlds Beyond the Poles (‘los mundos más allá de los polos’), en que afirmaba ―sin aportar ninguna evidencia― que en febrero de 1947, el aviador estadounidense Richard E. Byrd (1888-1957) había intentado ser el primer humano en llegar al polo norte. Primero vio un mamut lanudo vivo cerca del polo norte, a plena luz del sol. Después ingresó 2300 millas por una entrada al centro de la Tierra. Allí tuvo un encuentro con un humanoide de otro mundo, que advirtió a la humanidad que buscaran la paz y no la guerra. Según Giannini, Byrd había escrito todo esto en un diario secreto.
Estas afirmaciones de Giannini contienen varias contradicciones:
- En febrero de 1947, Byrd estaba llevando a cabo la muy publicitada Operación Highjump en la Antártida, y por lo tanto, se encontraba en el punto más lejano posible del polo norte.
- Otro problema es que en febrero en el Ártico es invierno y por lo tanto la luz del sol no llega al polo norte ―es noche cerrada durante seis meses, entre el 21 de septiembre y el 21 de marzo― por lo que habría sido imposible que Byrd viera algo, como un mamut lanudo, desde el aire.
- El monólogo del humanoide que le dio consejos a la humanidad proviene directamente de la película Lost Horizon (1937).
- En 1996 se descubrió el diario de Byrd, donde se demostró que su vuelo sobre el polo norte había sido un engaño, que en 15,5 horas no había recorrido 2189 km sino 1750 km (el 80 % del trayecto).

Los creyentes en la Tierra hueca afirman que The Worlds Beyond the Poles (‘los mundos más allá de los polos’) fue escrito por un grupo secreto llamado Los Controladores para desacreditar las creencias en la Tierra hueca.

### Olaf Jansen
El novelista Willis George Emerson escribió una narración titulada The Smoky God, or A Voyage Journey to the Inner Earth, presentada como un relato verdadero que describe las aventuras de Olaf Jansen, un marinero noruego que navegó con su padre a través de una entrada a la Tierra, ubicada en el Polo Norte. Según el libro, Jansen vivió durante dos años con los habitantes de una red subterránea de cavernas iluminadas por un sol central. Estos hombres medían más de tres metros de altura y  su ciudad capital era el Jardín del Edén original. Después de esto, Jansen y su padre regresaron al mundo exterior por medio de una apertura en el Polo Sur, aunque el padre perdió su vida cuando un iceberg destruyó el bote. En la obra nunca se menciona el nombre de Agartha.

### Robert Stacy Judd
Robert Stacy-Judd supuesto arquitecto inglés, o bien arqueólogo estadounidense, es mencionado en un relato según el cual descubrió una red de cavernas en Yucatán, con acceso desde la «Cueva de Loltun». En ellas topó con un eremita, quien mencionó una ciudad en las profundidades de la Tierra.

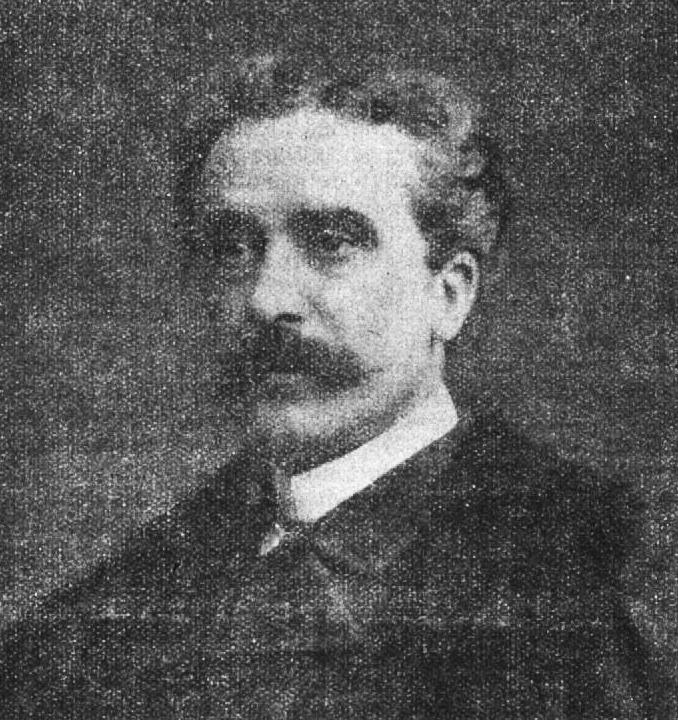
Alexandre Saint-Yves d'Alveydre.

### Alexandre Saint-Yves d'Alveydre
Alexandre Saint-Yves d'Alveydre, cita en un libro llamado Misión de la India en Europa (Mission de l'Inde en Europe), que en el año 1885 recibió la visita del príncipe afgano Hadji Scharipf, acompañado de dos misteriosos personajes, «enviados —decían— por el Gobierno Universal Oculto de la presente Humanidad, los cuales le revelaron la existencia del Agartha y su organización espiritual y política...». Este mandó imprimir doscientos ejemplares de su libro para ser publicados. Pero ante amenazas provenientes de la India, el autor decidió destruir cualquier rastro del manuscrito.
Un único ejemplar sobrevivió y fue conservado por el hijo de Saint-Yves, que más tarde regaló al místico Papus. 
Saint-Yves dijo además que Agharta, que en idioma sánscrito significa Comunidad o Comarca Suprema, se encontraba ubicada en el Desierto del Gobi, o sea en pleno corazón del Asia. «...En la superficie de la Tierra y en sus entrañas, la existencia real de Agartha se sustrae a la vigilancia y al apremio de la violencia de la profanación. Sin hablar del continente americano, cuyos subsuelos ignotos le pertenecieron en tiempos de una muy lejana antigüedad, en Asia, solo, cerca de mil millones de hombres conocen más o menos de su existencia y su grandeza».

## Menciones en la cultura de fines delsigloXX

### Música
- En 1975, el músico y compositor de jazz Miles Davis lanzó un álbum en vivo titulado Agharta, basado en una actuación en el Festival Hall de Osaka en Japón en febrero de ese año, en el sello Columbia Jazz.[7]  Allmusic lo describe como "la mejor grabación de funk-rock jazz eléctrico hecha jamás en este período"[8]
- En su álbum de 1987 Shoulda Gone antes de partir, el vocalista / guitarrista Ike Willis incluye una canción titulada "Tierra hueca", en el que menciona "Aghartha".
- Banda de metal experimental de Doom Sunn O)))  registró una pista titulada "Aghartha" en su registro de 2009 monolitos y dimensiones.[9] También tienen un álbum en vivo llamado Agharti vivo 09-10.
- En 1998 Electro músico Afrika Bambaataa y DJ alemán WestBam lanzaron el sencillo "Agharta - La ciudad de Shamballa (Mundo Subterráneo)".
- Jefe de Wantastiquet, el proyecto en solitario de Paul LaBrecque, incluye una pista titulada "Return To Agarti" en el álbum  en 2010.
- ZUN liberado "viento de Agartha" como parte de su álbum neotradicionalismo de Japón, el 11 de agosto de 2012.
- En 2012, DJ italiano Congorock lanzó una canción llamada "Agarta" junto con "Monolito" en Ultra Records. Las canciones fueron tanto incluida en el álbum recopilatorio "Cavo Paradiso" que fue mezclado por el también italiano DJ, Benny Benassi.
- En 2015, American Doom Metal Band The Sword  publicó un tema instrumental titulado "Agartha" en su álbum High Country.
- "Agartha", obra para flauta y sonidos electrónicos de Juan María Solare, de 2023.

### Videojuegos
- El juego de Funcom The Secret World  cuenta con Agartha como la región abierta de la Tierra hueca y el hogar del gigante Árbol del mundo , mantenido en un ambiente más cálido por las abejas que anidan en ella, cuya muchas ramas se extienden en diferentes direcciones que proporcionan portales para diferentes ubicaciones (y horas) en todo el mundo de la superficie.
- El videojuego Final Fantasy IV cuenta con una ciudad por encima del suelo, Agart (una referencia a Agartha), lo que conduce a un mundo subterráneo.
- El juego de Castlevania: Lords of Shadow incluye Agharta como una civilización avanzada, pero que ahora está muerta; los remanentes de su tecnología juegan un papel importante en el juego.
- Los videojuegos Dominios 3: El Despertar y sus dominios secuela 4: Tronos de la Ascensión incluyen Agartha como una de las civilizaciones jugables, un grupo de gigantes que habitan bajo tierra.
- El videojuego Call of Duty: Black Ops incluye Agartha como en el huevo de Pascua principal en el mapa de Shangri-La, donde los dos exploradores se pierden en busca de ella y pegados en la tumba del Dr. Richtofen.
- El videojuego Call of Duty: Black Ops II  incluye una referencia a Agartha como un huevo de Pascua en el cuarto mapa zombis, "Buried", y en el quinto mapa "Orígenes", donde se hace referencia a que Samantha está atrapado en Agartha (que no debe confundirse con 'El lugar loco').
- El videojuego Call of duty: Black ops III incluye, a lo largo de la historia del modo Zombis, numerosas referencias a Agartha, algunas de ellas indicando la calidad de paraíso del lugar.

### Cine y Televisión
- La película animada Hoshi o Ou Kodomo (星を追う子ども), dirigida por Makoto Shinkai y estrenada en 2011, tiene lugar en Agartha, que se representa como una tierra donde varias tribus de humanos semi-avanzadas conviven con dioses que se han retirado de la superficie del mundo.
- En el cortometraje animado Hoshi no Koe (ほしのこえ) de 2002 y del mismo director, Agartha es el nombre del cuarto planeta del Sistema Sirio.

### Literatura
- En 1989, el escritor argentino Abel Posse escribió la novela «El viajero de Agartha», basada en la búsqueda de esta ciudad mítica por un agente nazi.
- La novela El péndulo de Foucault por Umberto Eco discute Agartha varias veces en el contexto de la preocupación de los personajes principales con el esoterismo.
- Las referencias a Agartha aparecen en la serie de cómics de Mike Mignola AIDP.
- Agarti es un tema común en la serie italiana de los cómics Martin Mystère.
- La trilogía Illuminatus! de Robert Anton Wilson y Robert Shea, menciona a Agartha en su trama.
- La novela Filhos do Eden: Paraíso Perdido de Eduardo Spohr menciona a Agartha como el lugar para esconderse uno de los antagonistas.
- La novela gráfica Ether de David Rubín menciona a Agartha como el mundo mágico en el que tienen lugar los misterios.